# 2009 ワールド・ベースボール・クラシック チャイニーズタイペイ代表
2009 ワールド・ベースボール・クラシック チャイニーズタイペイ代表（2009 - チャイニーズタイペイだいひょう）は、2009年に開催された第2回ワールド・ベースボール・クラシックに出場した、野球のチャイニーズタイペイ代表チームである。

## 概要
監督に洪一中を立てて挑んだ北京オリンピックの予選リーグで中国に歴史的敗戦を喫するなど5位で予選敗退。その後、国内のプロリーグで、選手たちが暴力団の八百長に絡んでいたことが暴かれ、2球団が解散。それに、代表チームの主導権をめぐってプロ側とアマ側が対立など、台湾球界は苦境が続いた。そういう中で、プロ出身の洪一中がオリンピックの失敗の責任を取って代表の監督職を退任し、後任には輔仁大學野球部監督の葉志仙が就任した。
しかし、国内のプロ4球団中、兄弟エレファンツ、統一ライオンズと2球団を除いては選手の派遣に消極的で、頼りにしていたメジャーリーグベースボール(MLB)や日本で活動している海外組の選手も所属チームでの立場を重視して、代表を辞退して大会前からまともな戦力を構築する環境ではなかった。その結果、マイナーリーグのシングルA級の選手やアマチュアの選手までをもかき集めて代表選手の枠を満たしてチームを構成した。
こうして集まった代表チームはオーストラリアで合宿を行ったものの、オーストラリア代表との練習試合から結果が出ず、日本で行われた強化試合では埼玉西武ライオンズに大敗するなど、芳しくない結果が続いた。結局、初戦で韓国に0－9で大敗。敗者復活戦で中国にまたも1－4で敗れ、1勝も出来ず、第1ラウンドで敗退となった。

## 強化試合
| 日付   | 対戦相手           | 勝敗 | 結果 | 場所       | 備考     |
| ------ | ------------------ | ---- | ---- | ---------- | -------- |
| 3月2日 | 読売ジャイアンツ   | ●    | 6-7  | 東京ドーム | 強化試合 |
| 3月3日 | 埼玉西武ライオンズ | ●    | 2-13 | 東京ドーム | 強化試合 |

## 大会成績
| ラウンド    | 日付   | 対戦相手 | 勝敗 | 結果 | 場所       | 備考 |
| ----------- | ------ | -------- | ---- | ---- | ---------- | ---- |
| 第1ラウンド | 3月6日 | 韓国     | ●    | 0-9  | 東京ドーム |      |
| 第1ラウンド | 3月7日 | 中国     | ●    | 1-4  | 東京ドーム |      |

## 代表選手
以下が代表選手であり、所属は同大会期間中のものとする。
| ポジション | 背番号 | 氏名   | 所属球団                           | 投 | 打 | 備考                     |
| ---------- | ------ | ------ | ---------------------------------- | -- | -- | ------------------------ |
| 監督       | 3      | 葉志仙 | 輔仁大學野球部監督                 |    |    |                          |
| コーチ     | 88     | 郭泰源 |                                    |    |    | 投手コーチ               |
| コーチ     | 26     | 王光輝 | 兄弟エレファンツ監督               |    |    | 打撃コーチ               |
| コーチ     | 70     | 呂文生 | 統一セブンイレブン・ライオンズ監督 |    |    | 守備コーチ               |
| コーチ     | 6      | 陳威成 |                                    |    |    | 走塁コーチ               |
| コーチ     | 65     | 林琨瀚 |                                    |    |    | コンディショニングコーチ |
| 投手       | 11     | 林岳平 | 統一セブンイレブン・ライオンズ     | 右 | 右 |                          |
| 投手       | 12     | 李振昌 | クリーブランド・インディアンス傘下 | 右 | 右 |                          |
| 投手       | 20     | 鄭凱文 | 阪神タイガース                     | 右 | 右 |                          |
| 投手       | 21     | 倪福徳 | デトロイト・タイガース傘下         | 左 | 左 |                          |
| 投手       | 42     | 増菘瑋 | クリーブランド・インディアンス傘下 | 右 | 右 |                          |
| 投手       | 47     | 廖于誠 | 兄弟エレファンツ                   | 右 | 右 |                          |
| 投手       | 48     | 羅嘉仁 | ヒューストン・アストロズ傘下       | 右 | 右 |                          |
| 投手       | 51     | 鄭錡鴻 | ピッツバーグ・パイレーツ傘下       | 左 | 左 |                          |
| 投手       | 62     | 唐嘉駿 | 合作金庫銀行                       | 左 | 左 |                          |
| 投手       | 81     | 林柏佑 | 国立体育大学                       | 右 | 右 |                          |
| 投手       | 90     | 耿伯軒 | LA NEWベアーズ                     | 右 | 右 |                          |
| 投手       | 98     | 林克謙 | 興農ブルズ                         | 右 | 右 |                          |
| 投手       | 99     | 陳鴻文 | シカゴ・カブス傘下                 | 右 | 右 |                          |
| 捕手       | 15     | 林琨笙 | 国立体育大学                       | 右 | 右 |                          |
| 捕手       | 34     | 高志綱 | 統一セブンイレブン・ライオンズ     | 右 | 右 |                          |
| 捕手       | 36     | 郭一峰 | 兄弟エレファンツ                   | 右 | 右 |                          |
| 内野手     | 4      | 高國慶 | 統一セブンイレブン・ライオンズ     | 右 | 右 |                          |
| 内野手     | 7      | 郭厳文 | シンシナティ・レッズ傘下           | 右 | 左 |                          |
| 内野手     | 10     | 林瀚   | 統一セブンイレブン・ライオンズ     | 右 | 右 |                          |
| 内野手     | 14     | 王勝偉 | 兄弟エレファンツ                   | 右 | 右 |                          |
| 内野手     | 22     | 林益全 | 興農ブルズ                         | 右 | 左 |                          |
| 内野手     | 23     | 彭政閔 | 兄弟エレファンツ                   | 右 | 右 |                          |
| 内野手     | 25     | 蔣智賢 | ボストン・レッドソックス傘下       | 右 | 左 |                          |
| 外野手     | 8      | 詹智堯 | LA NEWベアーズ                     | 左 | 左 |                          |
| 外野手     | 24     | 郭岱琦 | 統一セブンイレブン・ライオンズ     | 右 | 左 |                          |
| 外野手     | 31     | 林威助 | 阪神タイガース                     | 左 | 左 |                          |
| 外野手     | 44     | 林哲瑄 | ヒューストン・アストロズ傘下       | 右 | 右 |                          |
| 外野手     | 55     | 潘武雄 | 統一セブンイレブン・ライオンズ     | 左 | 左 |                          |

### 辞退選手
- 王建民（ニューヨーク・ヤンキース）：怪我のため辞退
- 陳偉殷（中日ドラゴンズ）：調整上の理由のため辞退
- 陽仲壽（北海道日本ハムファイターズ）：調整上の理由のため辞退